# Sekkodokka
Die Sekkodokka (norwegisch; japanisch 石膏谷 Sekko-dani, deutsch ‚Gipstal‘) ist eine mehr als 150 m tiefe Senke im ostantarktischen Königin-Maud-Land. Sie liegt östlich der Hunakubogropa im nördlichen Teil der Gropeheia in der Balchenfjella der Sør Rondane.
Japanische Wissenschaftler erstellten zwischen 1981 und 1982 Luftaufnahmen und nahmen zwischen 1987 und 1988 Vermessungen vor. Sie benannten das Tal 1989 nach den großen hier gefundenen Gipskristallen. Wissenschaftler des Norwegischen Polarinstituts übertrugen die japanische Benennung 1990 ins Norwegische.